# Termodynamika klasyczna
Termodynamika klasyczna, inaczej fenomenologiczna lub termostatyka – badanie makroskopowych, równowagowych zjawisk termodynamicznych na podstawie pewnych aksjomatów popartych doświadczeniami.
Ze względu na fakt, że nauka ta zajmuje się układami w stanie równowagi, w związku z czym nie zajmuje się zmiennością w czasie, niektórzy uważają, że powinna nosić nazwę termostatyki (określenie to nie przyjęło się, pomimo że jego wprowadzenie postulowano już w latach 70.).
Zajmuje się badaniem wcześniej wspomnianych zjawisk, tylko z punktu widzenia energetycznych efektów makroskopowych, nie wnikając w naturę tych przemian na poziomie pojedynczych cząsteczek.

## Podstawowe pojęcia termodynamiki klasycznej
- układ termodynamiczny
- otoczenie
- parametr fizyczny
- parametr termodynamiczny
  - ciśnienie
  - temperatura
  - gęstość
  - energia wewnętrzna
  - energia swobodna
  - entalpia
  - objętość
  - entropia
- stan układu
- przemiana termodynamiczna
  - przemiana politropowa (pVn = const, gdzie n wykładnik politropy)
    - przemiana izobaryczna (stałe ciśnienie p = const)
    - przemiana izotermiczna (stała temperatura T = const)
    - przemiana adiabatyczna (brak wymiany ciepła z otoczeniem Q = const)

  - przemiana izochoryczna (stała objętość V = const)
  - przemiana izentalpowa (stała entalpia H = const)
- równowaga termodynamiczna
- przemiana kwazistatyczna